# 牛津大學希伯來及猶太研究中心

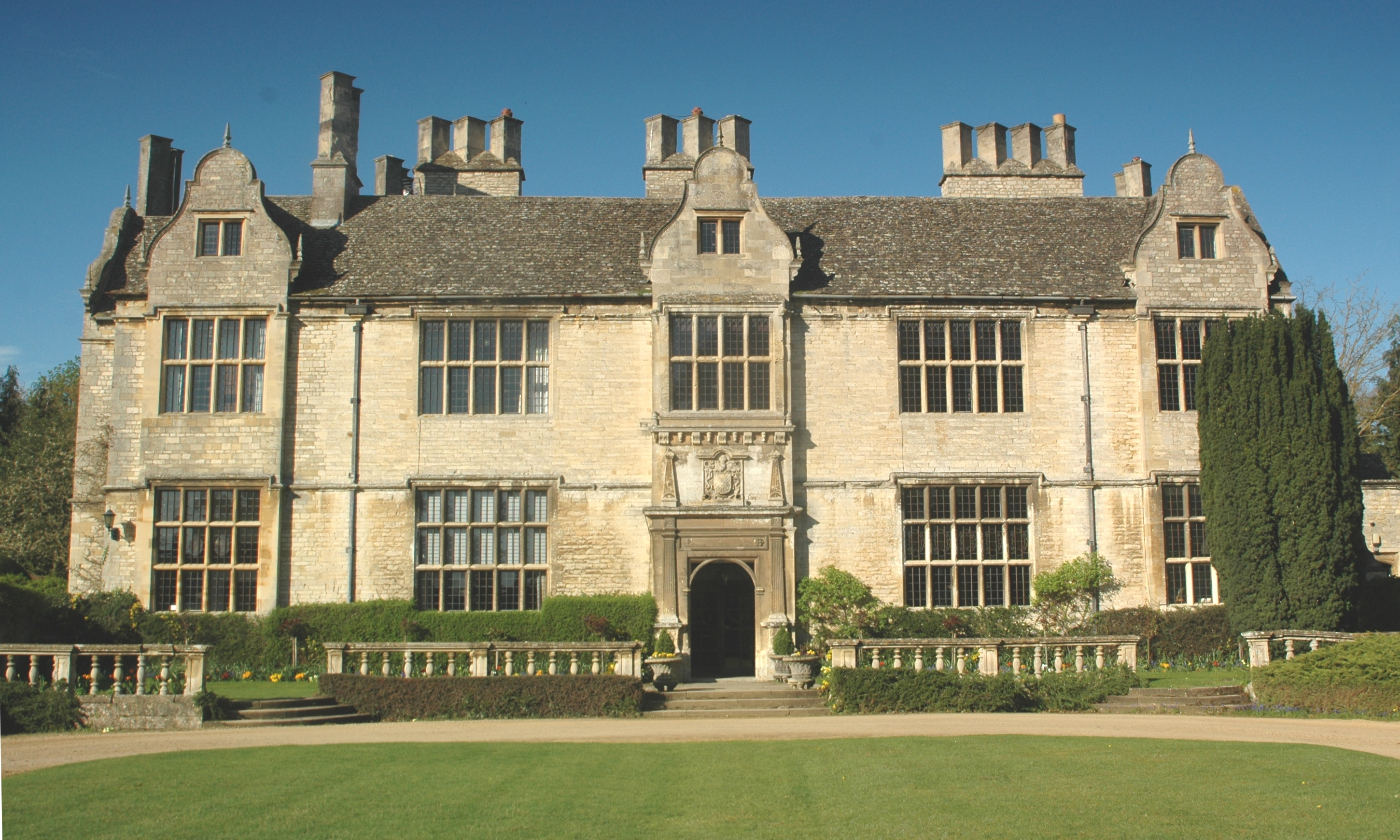
Yarnton Manor，建於1611年，現在是希伯來及猶太研究中心

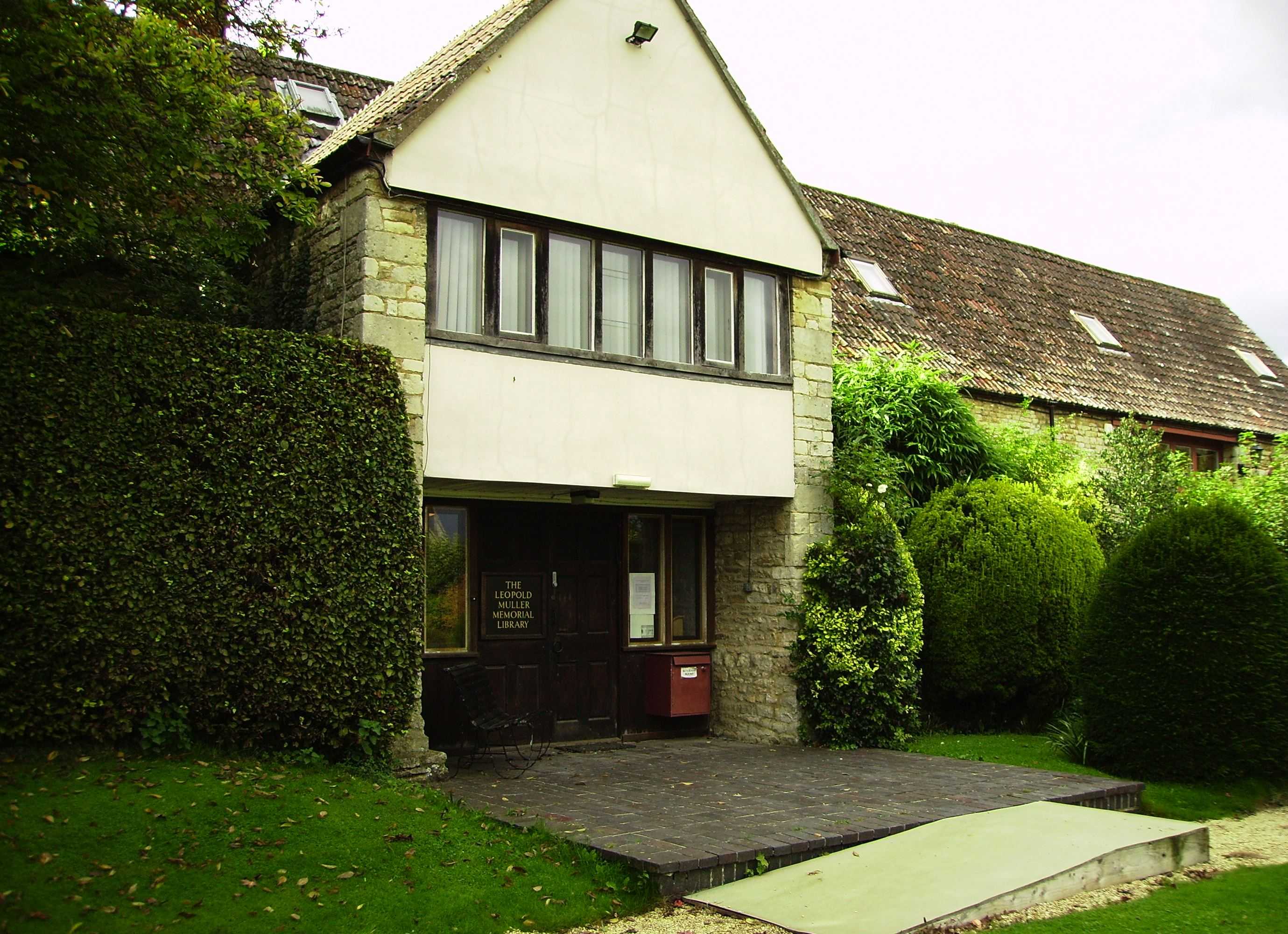
利奧波德·穆勒紀念圖書館

牛津大學希伯來及猶太研究中心（英語：Oxford Centre for Hebrew and Jewish Studies，縮寫：OCHJS）是牛津大學已認可的獨立中心，成立於1972年，其成員負責東方學的學士、碩士教育，也出版《猶太研究雜誌》。

## 歷史
該中心由大衛·帕特曼（David Patterson）博士成立於1972年，原本是爲了協助大屠殺之後研究歐洲猶太人之用。 現位於牛津北部幾英里處的Yarnton Manor，也是一個慈善組織。現在是歐洲頂尖的猶太研究中心之一，其材料主要來自波德林圖書館藏品，不過也有自己的圖書館。

## 利奧波德·穆勒紀念圖書館

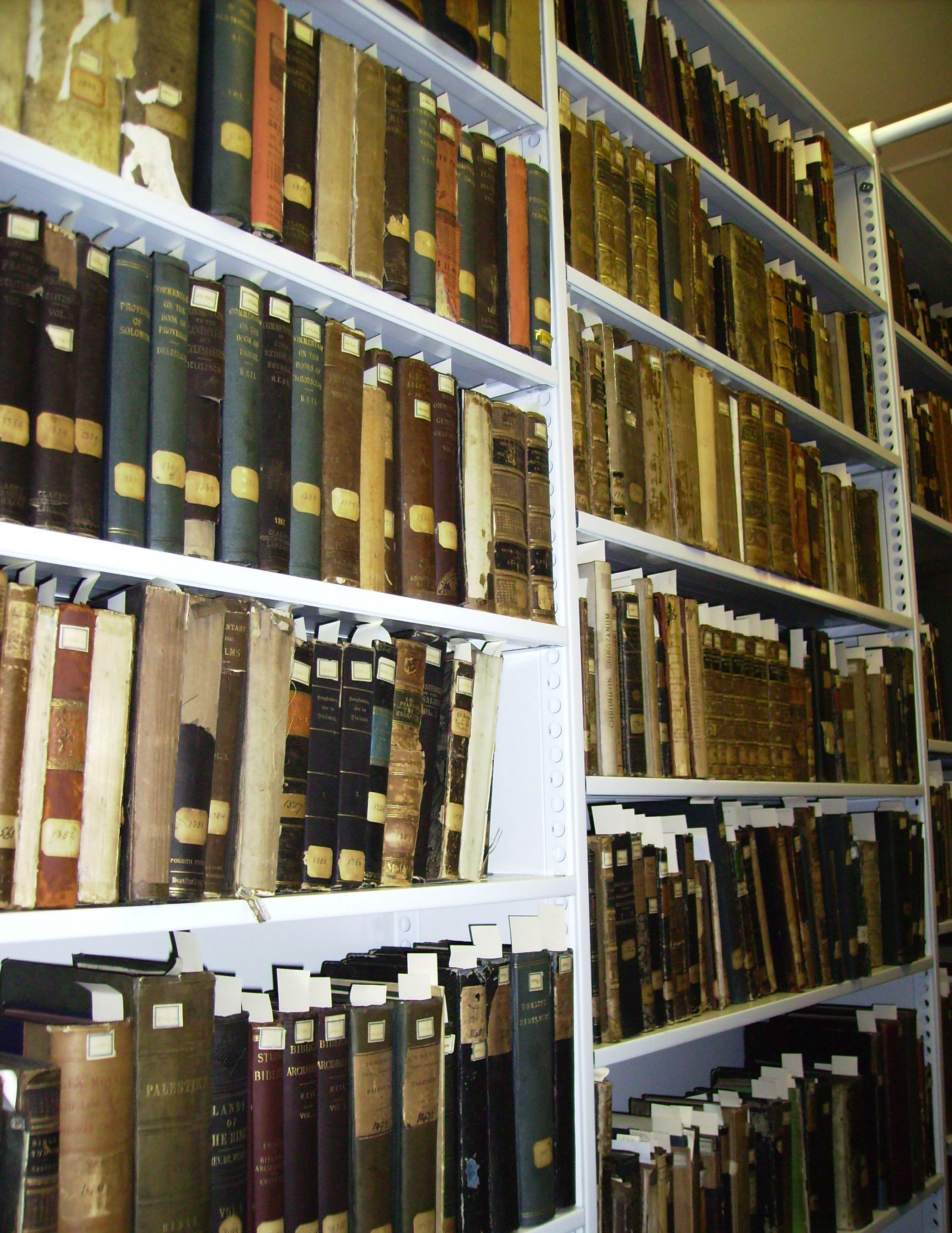
圖書館內部

研究中心的圖書館叫做利奧波德·穆勒紀念圖書館（Leopold Muller Memorial Library），也位於Yarnton Manor內，有許多專業相關藏書，對所有人開放。其中最大的捐獻者之包括拉比路易斯·雅各比、赫伯特·洛伊及其長子。

## 外部連結
- Oxford Centre for Hebrew and Jewish Studies website （页面存档备份，存于）
- Journal of Jewish Studies website （页面存档备份，存于）
- Hebrew and Jewish Studies in the Faculty of Oriental Studies – University of Oxford website
- Digital Haskalah Library website （页面存档备份，存于）
- Raphael Loewe Archives Digital Exhibition （页面存档备份，存于）